# Smilax lunglingensis
Smilax lunglingensis är en enhjärtbladig växtart som beskrevs av Fa Tsuan Wang och Tang. Smilax lunglingensis ingår i släktet Smilax och familjen Smilacaceae. Inga underarter finns listade.